# 아이들은 잠시 외출했을 뿐이다
아이들은 잠시 외출했을 뿐이다(Children Of The Old Days)는 한국에서 제작된 남다정 감독의 2007년 영화이다. 임시은 등이 주연으로 출연하였다.

## 출연

### 주연
- 임시은
- 박소원
- 오해오름

## 제작진
- 조명: 박정우
- 붐어시스턴트: 김보경
- 붐어시스턴트: 지윤정
- 붐어시스턴트: 김새봄
- 믹싱: 강민수
- 미술: 남다정